# متنزه تانتاوكو

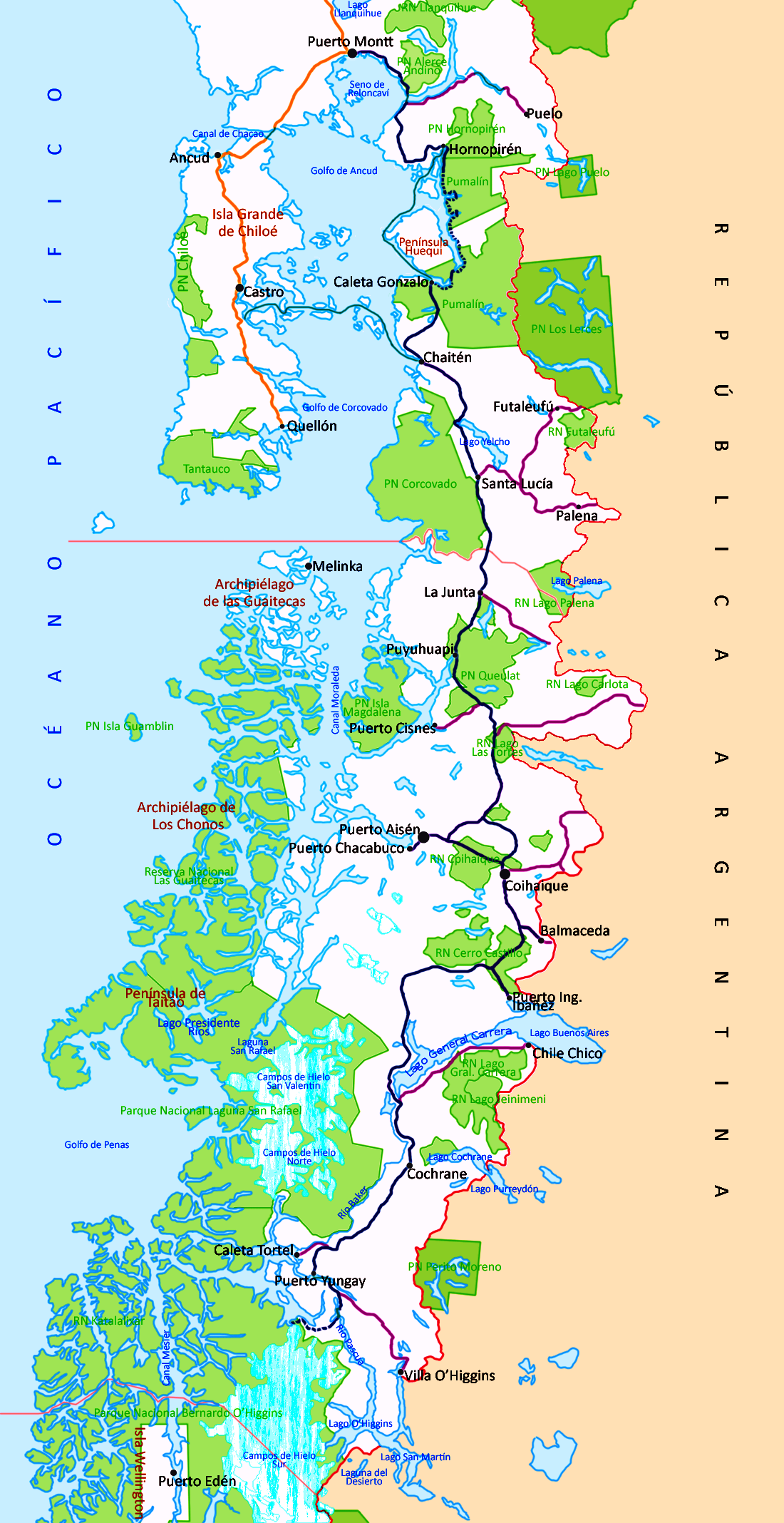
يقع متنزه تانتوكو في الطرف الجنوبي لجزيرة تشيلوي في الزاوية العلوية اليسرى من الخريطة

متنزه تانتوكو (بالإسبانية: Parque Tantauco) هي محمية طبيعية خاصة تبلغ مساحتها 1,180 كـم2 (456 ميل2) تقع في الطرف الجنوبي من جزيرة تشيلوي في تشيلي. أُنشئت الحديقة من قبل قطب الأعمال التشيلي ورئيس تشيلي لاحقًا سيباستيان بينيرا في عام 2005 من أجل حماية 118 ألف هكتار من النظام البيئي الفريد في المنطقة. يمتلك بينيرا مؤسسة Fundación Cultura y Sociedad (المعروفة سابقًا باسم Fundación Futuro)، التي بدورها تدير الحديقة. الحديقة مفتوحة للعامة مع وجود معسكرين ومساحة 150 كـم (93 ميل) مربعًا من مسارات المشي لمسافات طويلة.
تعد حديقة تانتوكو وجهة سياحية بيئية جذابة بسبب التنوع البيولوجي المذهل في غابات فالديفيا المعتدلة التي لم يمسها أحد تقريبًا وسهولة الوصول إليها من قبل الجمهور. يبلغ متوسط هطول الأمطار في المنطقة حوالي 2,500 مـم (98 بوصة) سنويًا.
بعض الأنواع المهددة بالانقراض التي يمكن رؤيتها في الحديقة تشمل شجرة السرو جوايتكاس، وقضاعة الأنهار الجنوبية، وثعلب داروين ، والحوت الأزرق.

## روابط خارجية
- Tantauco Park Official Website (بالإسبانية)
- Map of the park boundaries (بالإنجليزية)

43°12′45″S 74°11′33″W / 43.212560°S 74.192517°W